# Mère-Bi
Pour plus de détails, voir Fiche technique et Distribution.
Mère-Bi est un film documentaire sénégalais réalisé par Ousmane William Mbaye, sorti en 2008.

## Synopsis
Née à Sokone en 1926, Annette Mbaye d’Erneville, la mère du réalisateur William Mbaye, fut la première journaliste du Sénégal. Elle s’est très tôt sentie concernée par le développement de son pays. Militante de la première heure pour la cause de l'émancipation des femmes, elle est à la fois une pionnière et une anticonformiste. Elle a partagé sa vie entre la France, où elle a étudié, et le Sénégal, où elle est retournée en 1957, pressentant que le temps de l’Indépendance était arrivé.

## Fiche technique
- Réalisation : Ousmane William Mbaye
- Production : Les films Mama Yandé, Autoproduction
- Scénario : Ousmane William Mbaye
- Image : Ousmane William Mbaye
- Son : Ousmane William Mbaye
- Musique : Doudou Doukouré
- Montage : Laurence Attali